# Miloš Pavlović (cầu thủ bóng đá)
Miloš Pavlović (Милош Павловић; sinh ngày 27 tháng 11 năm 1983) là một cầu thủ bóng đá Serbia thi đấu ở vị trí tiền vệ phòng ngự cho Voždovac.

## Sự nghiệp câu lạc bộ
Pavlović khởi đầu ở Radnički Beograd, trước khi chuyển sang Voždovac tỏng kỳ chuyển nhượng mùa hè 2005. Sau đó anh ra nước ngoài đến Bồ Đào Nha và ký hợp đồng với Académica vào tháng 8 năm 2006. Vào tháng 1 năm 2009, Pavlović được chuyển đến câu lạc bộ România Vaslui.
Mùa hè 2014, Pavlović trở về quê nhà và gia nhập câu lạc bộ cũ Voždovac.

## Sự nghiệp quốc tế
Pavlović đại diện Đội tuyển bóng đá U-21 quốc gia Serbia và Montenegro năm 2006.

## Danh hiệu
Vaslui
- Cúp bóng đá România: Á quân 2009–10